# العلاقات النمساوية البوليفية
العلاقات النمساوية البوليفية هي العلاقات الثنائية التي تجمع بين النمسا وبوليفيا.

## مقارنة بين البلدين
هذه مقارنة عامة ومرجعية للدولتين:
| وجه المقارنة                                              | النمسا                                                    | بوليفيا                                          |
| --------------------------------------------------------- | --------------------------------------------------------- | ------------------------------------------------ |
| المساحة (كم2)                                             | 83.86 ألف                                                 | 1.10 مليون                                       |
| عدد السكان (نسمة)                                         | 8.81 مليون                                                | 11.05 مليون                                      |
| الكثافة السكانية (ن./كم²)                                 | 105.06                                                    | 10.05                                            |
| العاصمة                                                   | فيينا                                                     | سوكري، لاباز                                     |
| اللغة الرسمية                                             | اللغة الألمانية، لغة الإشارة النمساوية ‏                   | اللغة الإسبانية، اللغة الأيمرية، كتشوا، غوارانية |
| العملة                                                    | يورو، شلن نمساوي، رايخ مارك، شلن نمساوي                   | بوليفاريو بوليفي                                 |
| الناتج المحلي الإجمالي (بليون دولار)                      | 416.60 مليار                                              | 37.51 مليار                                      |
| الناتج المحلي الإجمالي (تعادل القوة الشرائية) بليون دولار | 426.99 مليار                                              | 74.58 مليار                                      |
| الناتج المحلي الإجمالي الاسمي للفرد دولار أمريكي          | 43.77 ألف                                                 | 3.08 ألف                                         |
| الناتج المحلي الإجمالي للفرد دولار أمريكي                 | 47.68 ألف                                                 | 6.63 ألف                                         |
| مؤشر التنمية البشرية                                      | 0.885                                                     | 0.662                                            |
| رمز المكالمات الدولي                                      | +43                                                       | +591                                             |
| رمز الإنترنت                                              | .at                                                       | .bo                                              |
| المنطقة الزمنية                                           | توقيت وسط أوروبا، ت ع م+01:00، ت ع م+02:00، أوروبا/فيينا ‏ | 00                                               |

## منظمات دولية مشتركة
يشترك البلدان في عضوية مجموعة من المنظمات الدولية، منها:
| علم المنظمة | اسم المنظمة                        | تاريخ انضمام النمسا | تاريخ انضمام بوليفيا |
| ----------- | ---------------------------------- | ------------------- | -------------------- |
|             | الاتحاد البريدي العالمي            | ?                   | ?                    |
|             | مؤسسة التنمية الدولية              | 28 يونيو 1961       | 21 يونيو 1961        |
|             | منظمة حظر الأسلحة الكيميائية       | ?                   | ?                    |
|             | منظمة التجارة العالمية             | ?                   | 12 سبتمبر 1995       |
|             | الأمم المتحدة                      | 14 ديسمبر 1955      | 14 نوفمبر 1945       |
|             | وكالة ضمان الاستثمار متعدد الأطراف | 16 ديسمبر 1997      | 3 أكتوبر 1991        |
|             | منظمة الشرطة الجنائية الدولية      | ?                   | ?                    |
|             | مؤسسة التمويل الدولية              | 28 سبتمبر 1956      | 20 يوليو 1956        |
|             | الاتحاد الدولي للاتصالات           | 1866                | 1 يونيو 1907         |
|             | البنك الدولي للإنشاء والتعمير      | 27 أغسطس 1948       | 27 ديسمبر 1945       |
|             | يونسكو                             | 13 أغسطس 1948       | 13 نوفمبر 1946       |

## وصلات خارجية
- موقع وزارة الخارجية النمساوية
- موقع وزارة الخارجية البوليفية